# Deutsche Meisterschaften im Biathlon 2023
Die Deutschen Meisterschaften im Biathlon 2023 fanden vom 7. bis 10. September in der Chiemgau-Arena in Ruhpolding statt.
Das Programm umfasste wie in den Vorjahren einen verkürzten Einzelwettbewerb, Sprint und Verfolgung.

## Zeitplan
| Datum               | Männer    | Männer               | Frauen    | Frauen             |
| ------------------- | --------- | -------------------- | --------- | ------------------ |
| 7. September (Do.)  | 10:00 Uhr | Training             | 13:00 Uhr | Training           |
| 8. September (Fr.)  | 11:00 Uhr | Einzel (15 km)       | 13:30 Uhr | Einzel (12,5 km)   |
| 9. September (Sa.)  | 13:30 Uhr | Sprint (10 km)       | 11:00 Uhr | Sprint (7,5 km)    |
| 10. September (So.) | 11:00 Uhr | Verfolgung (12,5 km) | 12:00 Uhr | Verfolgung (10 km) |

## Ergebnisse

### Frauen

#### Kurz-Einzel (12,5 km)
| Platz | Sportlerin          | Verein                | Landesverband     | Schießfehler | Zeit    | Rückstand |
| ----- | ------------------- | --------------------- | ----------------- | ------------ | ------- | --------- |
| 1     | Franziska Preuß     | SC Haag               | Bayern            | 0 2 0 0      | 37:11,3 |           |
| 2     | Julia Kink          | WSV Aschau            | Bayern            | 1 1 1 0      | 37:37,4 | 26,1      |
|       | Amy Baserga         | SC Einsiedeln         | Schweiz           | 0 1 0 0      | 38:41,1 | 1:29,8    |
|       | Susanna Meinen      | SC Zweisimmen         | Schweiz           | 0 2 0 1      | 38:50,0 | 1:39,7    |
| 3     | Julia Vogler        | SC Gosheim            | Baden-Württemberg | 1 0 0 0      | 38:51,3 | 1:40,0    |
| 4     | Lisa Spark          | SC Traunstein         | Bayern            | 1 1 2 0      | 39:16,6 | 2:05,3    |
|       | Lena Häcki-Groß     | Nordic Engelberg      | Schweiz           | 2 2 1 1      | 39:31,1 | 2:19,8    |
|       | Aita Gasparin       | SC Bernina Pontresina | Schweiz           | 0 2 1 1      | 39:38,4 | 2:27,1    |
| 5     | Janina Hettich-Walz | SC Schönwald          | Baden-Württemberg | 0 3 1 1      | 39:48,8 | 2:37,5    |
| 6     | Stefanie Scherer    | SC Wall               | Bayern            | 1 0 1 2      | 40:03,1 | 2:51,8    |

#### Sprint (7,5 km)
| Platz | Sportlerin          | Verein                    | Landesverband     | Schießfehler | Zeit    | Rückstand |
| ----- | ------------------- | ------------------------- | ----------------- | ------------ | ------- | --------- |
| 1     | Franziska Preuß     | SC Haag                   | Bayern            | 0 0          | 20:18,3 |           |
| 2     | Sophia Schneider    | SV Oberteisendorf         | Bayern            | 1 1          | 20:44,0 | 25,7      |
| 3     | Stefanie Scherer    | SC Wall                   | Bayern            | 0 0          | 20:45,2 | 26,9      |
|       | Lena Häcki-Groß     | Nordic Engelberg          | Schweiz           | 1 1          | 20:50,7 | 32,4      |
| 4     | Janina Hettich-Walz | SC Schönwald              | Baden-Württemberg | 0 1          | 20:54,1 | 35,8      |
| 5     | Julia Kink          | WSV Aschau                | Bayern            | 1 1          | 20:58,3 | 40,0      |
|       | Lydia Hiernickel    | Gardes-Frontière          | Schweiz           | 0 0          | 21:14,3 | 56,0      |
|       | Aita Gasparin       | SC Bernina Pontresina     | Schweiz           | 0 1          | 21:15,3 | 57,0      |
| 6     | Marina Sauter       | SC Partenkirchen          | Bayern            | 0 0          | 21:16,8 | 58,5      |
| 7     | Juliane Frühwirt    | SV Motor Tambach-Dietharz | Thüringen         | 1 0          | 21:24,6 | 1:06,3    |

#### Verfolgung (10 km)
| Platz | Sportlerin          | Verein                    | Landesverband     | Schießfehler | Zeit    | Rückstand |
| ----- | ------------------- | ------------------------- | ----------------- | ------------ | ------- | --------- |
| 1     | Franziska Preuß     | SC Haag                   | Bayern            | 0 0 1 2      | 29:19,0 |           |
| 2     | Sophia Schneider    | SV Oberteisendorf         | Bayern            | 0 1 0 1      | 29:19,2 | 0,2       |
|       | Lena Häcki-Groß     | Nordic Engelberg          | Schweiz           | 1 1 1 0      | 29:30,8 | 11,8      |
| 3     | Janina Hettich-Walz | SC Schönwald              | Baden-Württemberg | 0 0 1 0      | 29:44,4 | 25,4      |
| 4     | Stefanie Scherer    | SC Wall                   | Bayern            | 1 0 0 1      | 30:58,0 | 1:39,0    |
| 5     | Marlene Fichtner    | SC Traunstein             | Bayern            | 1 0 0 1      | 31:48,8 | 2:29,8    |
| 6     | Julia Kink          | WSV Aschau                | Bayern            | 2 2 1 0      | 32:02,7 | 2:43,7    |
| 7     | Juliane Frühwirt    | SV Motor Tambach-Dietharz | Thüringen         | 3 1 1 0      | 32:22,3 | 3:03,3    |
|       | Lydia Hiernickel    | Gardes-Frontière          | Schweiz           | 1 1 1 2      | 32:44,4 | 3:25,2    |
| 8     | Johanna Puff        | SC Bayerischzell          | Bayern            | 2 1 1 1      | 32:54,1 | 3:35,1    |

### Männer

#### Kurz-Einzel (15 km)
| Platz | Sportlerin         | Verein                   | Landesverband     | Schießfehler | Zeit    | Rückstand |
| ----- | ------------------ | ------------------------ | ----------------- | ------------ | ------- | --------- |
| 1     | Philipp Nawrath    | SK Nesselwang            | Bayern            | 0 1 0 1      | 39:13,6 |           |
| 2     | Matthias Dorfer    | SV Marzoll               | Bayern            | 1 0 0 0      | 39:20,9 | 7,3       |
| 3     | Benedikt Doll      | SZ Breitnau              | Baden-Württemberg | 0 2 0 1      | 39:34,4 | 20,8      |
| 4     | Johannes Donhauser | SC Ruhpolding            | Bayern            | 0 1 1 0      | 39:36,9 | 23,3      |
| 5     | Roman Rees         | SV Schauinsland          | Baden-Württemberg | 1 0 0 0      | 39:50,3 | 36,7      |
| 6     | Johannes Kühn      | WSV Reit im Winkl        | Bayern            | 0 0 0 2      | 39:51,1 | 37,5      |
| 7     | Danilo Riethmüller | WSV Clausthal-Zellerfeld | Niedersachsen     | 0 0 2 0      | 40:42,2 | 1:28,6    |
| 8     | Justus Strelow     | SG Stahl Schmiedeberg    | Sachsen           | 1 1 1 0      | 40:48,1 | 1:34,5    |
|       | Niklas Hartweg     | SC Einsiedeln            | Schweiz           | 2 0 0 1      | 41:22,6 | 2:09,0    |
| 9     | Oscar Barchewitz   | SV Frankenhain           | Thüringen         | 0 0 1 0      | 42:03,8 | 2:50,2    |

#### Sprint (10 km)
| Platz | Sportlerin         | Verein                | Landesverband     | Schießfehler | Zeit    | Rückstand |
| ----- | ------------------ | --------------------- | ----------------- | ------------ | ------- | --------- |
| 1     | Benedikt Doll      | SZ Breitnau           | Baden-Württemberg | 1 1          | 24:25,1 |           |
| 2     | Philipp Nawrath    | SK Nesselwang         | Bayern            | 2 1          | 24:38,8 | 13,7      |
| 3     | Johannes Donhauser | SC Ruhpolding         | Bayern            | 1 1          | 24:43,7 | 18,6      |
|       | Jeremy Finello     | SC Obergoms           | Schweiz           | 0 2          | 24:45,0 | 19,9      |
| 4     | Justus Strelow     | SG Stahl Schmiedeberg | Sachsen           | 1 0          | 24:46,8 | 21,7      |
| 5     | Matthias Dorfer    | SV Marzoll            | Bayern            | 0 1          | 24:56,3 | 31,2      |
| 6     | Philipp Horn       | SV Frankenhain        | Thüringen         | 2 2          | 25:10,2 | 45,1      |
| 7     | Johannes Kühn      | WSV Reit im Winkl     | Bayern            | 1 3          | 25:21,6 | 56,5      |
| 8     | Leonhard Pfund     | SC Bad Tölz           | Bayern            | 1 0          | 25:27,3 | 1:02,2    |
| 9     | Dominic Schmuck    | SC Schleching         | Bayern            | 2 1          | 25:33,7 | 1:08,6    |

#### Verfolgung (12,5 km)
| Platz | Sportlerin         | Verein                   | Landesverband     | Schießfehler | Zeit    | Rückstand |
| ----- | ------------------ | ------------------------ | ----------------- | ------------ | ------- | --------- |
| 1     | Benedikt Doll      | SZ Breitnau              | Baden-Württemberg | 0 2 1 1      | 32:08,6 |           |
| 2     | Philipp Nawrath    | SK Nesselwang            | Bayern            | 3 1 2 0      | 33:01,6 | 53,0      |
|       | Jeremy Finello     | SC Obergoms              | Schweiz           | 1 3 1 1      | 33:08,9 | 1:00,3    |
| 3     | Matthias Dorfer    | SV Marzoll               | Bayern            | 1 0 1 2      | 33:11,3 | 1:02,7    |
| 4     | Justus Strelow     | SG Stahl Schmiedeberg    | Sachsen           | 0 0 1 2      | 33:21,5 | 1:12,9    |
| 5     | Johannes Donhauser | SC Ruhpolding            | Bayern            | 2 1 1 2      | 33:31,5 | 1:22,9    |
| 6     | Dominic Schmuck    | SC Schleching            | Bayern            | 0 1 1 2      | 33:44,7 | 1:36,1    |
|       | Niklas Hartweg     | SC Einsiedeln            | Schweiz           | 1 0 2 0      | 33:52,6 | 1:44,0    |
| 7     | Johannes Kühn      | WSV Reit im Winkl        | Bayern            | 1 3 1 1      | 34:16,6 | 2:08,0    |
| 8     | Danilo Riethmüller | WSV Clausthal-Zellerfeld | Niedersachsen     | 0 2 2 0      | 34:26,8 | 2:18,2    |

## Ergebnislisten
- Einzel Frauen (pdf)
- Sprint Frauen (pdf)
- Verfolgung Frauen (pdf)

- Einzel Männer (pdf)
- Sprint Männer (pdf)
- Verfolgung Männer (pdf)